# Polyspora marginata
Polyspora marginata är en tvåhjärtbladig växtart som först beskrevs av Pieter Willem Korthals, och fick sitt nu gällande namn av Orel, Peter G.Wilson, Curry och Luu. Polyspora marginata ingår i släktet Polyspora och familjen Theaceae. Inga underarter finns listade i Catalogue of Life.